# Acastroma
Acastroma är ett släkte av insekter. Acastroma ingår i familjen dvärgstritar.
Kladogram enligt Catalogue of Life:
| Acastroma | \| \| Acastroma gracilis \| \| \| \| \| \| Acastroma introducta \| \| \| \| \| \| Acastroma parvipicta \| \| \| \| |
|           | \| \| Acastroma gracilis \| \| \| \| \| \| Acastroma introducta \| \| \| \| \| \| Acastroma parvipicta \| \| \| \| |
|           | Acastroma gracilis                                                                                                 |
|           | |
|           | Acastroma introducta                                                                                               |
|           | |
|           | Acastroma parvipicta                                                                                               |
|           | |